# Raúl Goni Bayo
 Raúl Goni Bayo (Zaragoza, 12 oktober 1988), voetbalnaam Goni, is een Spaans voormalig profvoetballer. Hij speelde doorgaans als centrale verdediger.
Goni kende zijn jeugdopleiding in zijn geboortestad, eerst vijf seizoenen bij de wijkploeg UD Montecarlo waarna hij voor één seizoen verhuisde naar Amistad om uiteindelijk terecht te komen bij het grotere Real Zaragoza.
Bij deze laatste ploeg deed hij zijn intrede in het eerste elftal, dat uitkwam in de Primera División. Dit gebeurde op 31 oktober 2007 tijdens de met 1-0 gewonnen uitwedstrijd bij UD Almería. De ploeg kon zich echter niet handhaven en zakte naar de Segunda División A, om tijdens het seizoen 2008-2009 met een tweede plaats opnieuw de promotie af te dwingen naar het hoogste niveau.  Tijdens ditzelfde seizoen werd Goni opgenomen in de Spaanse selectie van de onder 21-jarigen. Tijdens een wedstrijd tegen Polen in het stadion van Cartagena liep de speler een zware kwetsuur op, wat ervoor zorgde dat hij niet meer opgesteld werd in zijn club. Het daaropvolgende seizoen 2009-2010 kreeg de speler relatief weinig kans op het hoogste niveau van het Spaanse voetbal.
Daarom werd hij tijdens het seizoen 2010-2011 uitgeleend aan Real Madrid Castilla, de B-ploeg van Real Madrid dat uitkwam in de Segunda División B. Goni speelde een verdienstelijk seizoen en de ploeg kon doordringen tot de eindronde, maar ze werd uitgeschakeld door de latere promovant CD Alcoyano.
Ook tijdens het seizoen 2011-2012 werd de speler uitgeleend, ditmaal aan FC Cartagena, een ambitieuze ploeg uit de Segunda División A. Hij kon er niet doorbreken en toen de club ook nog degradeerde, kwam er een einde aan de samenwerking met de ploeg uit de havenstad.
Ondanks dit slecht seizoen werd hij tijdens het seizoen 2012-2013 opgenomen in de A-ploeg van Real Zaragoza, een ploeg uit de Primera División. In de heenronde werd hij maar vier keer opgesteld. Hij wilde meer speelkansen en daarom tekende hij in januari 2013 voor CE Sabadell, een ploeg uit de Segunda División A waar verschillende spelers (Dani Tortolero, Jesús Olmo en Víctor Espasandín) recent gekwetst uitvielen.
Tijdens het seizoen 2014-2015 keerde hij terug naar Real Zaragoza, waar hij enkel voor de B-ploeg uitkwam. Deze ploeg kon zich echter net handhaven in de Segunda División B. De speler bleef de ploeg trouw en speelde vanaf het seizoen 2015-2016 in de Tercera División.